# Grupo Setúbal

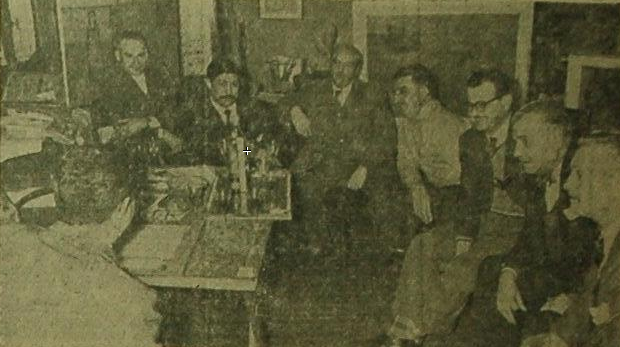
Los integrantes del grupo Setúbal reunidos por el diario El Litoral en julio de 1960.

El grupo Setúbal es considerado el primer conjunto de artistas de la ciudad de Santa Fe que se unió de manera formal en función de una idea común. Sus integrantes son reconocidos en el ambiente artístico local como los pioneros y referentes históricos de las artes plásticas en la ciudad.

## Historia
El Grupo Setúbal se crea 11 de mayo de 1959, sus integrantes eran en su mayoría egresados de la Escuela de Artes Plásticas de Santa Fe y adquirió su forma en una serie de reuniones de domingos en la casa de Ricardo Supisiche, su referente más destacado. Los otros miembros fundadores fueron José Domenichini, Matías Molinas, Miguel Flores, Ernesto Fertonani, Armando César Godoy y Jorge Planas Viader. El nombre elegido proviene de la laguna que se encuentra en la capital santafesina y refleja la búsqueda del grupo por poner acento en el paisaje litoraleño.
La actuación y la producción de los artistas se sostuvo en la pretensión de renovación en cuanto a las formas y a las técnicas dentro de una tónica regional. Entre sus objetivos también se encontraban la comunicación, el intercambio de ideas, la reflexión sobre la producción artística y la transformación de las subjetividades. Buscaban llegar al sentimiento y al conocimiento del público general. Se creó como un grupo abierto a cualquier inquietud pictórica, con el objetivo de expandirse progresivamente y consolidar un equipo de investigación en temas técnicos y estéticos.
El litoral como temática, como paleta de colores, en sus paisajes y en sus habitantes fue el punto del encuentro «Hay entendimientos entre abstractos y figurativos. Buscamos la pintura en sí. En tanto el figurativo expresa imágenes, el esfuerzo del abstracto se dirige a lograr efectos de composición y textura, así como colores. Queremos pintar el momento, encontrar lo regional hasta en el revoque de un rancho, en los colores de la región», describió Matías Molinas en una entrevista.
La primera exposición del grupo fue el 24 de mayo de 1959 en el Museo Municipal de Artes Visuales de la ciudad de Santa Fe. Allí expusieron Fertonani, Domenichini, Gigena, Flores, Godoy,  Planas Viader, Molinas y Supisiche. En 1961 fue la última exposición del grupo en la Galería Van Riel, en Buenos Aires.

## Manifiesto
El 23 de mayo de 1959 en el diario El Litoral de la ciudad de Santa Fe, el grupo daba a conocer, a modo de manifiesto , una declaración donde daban a conocer sus fines esenciales:

La necesidad de agruparse que impone la improba tarea del artista en su intento de llegar al conocimiento y al sentimiento del público, ha permitido la creación del grupo "Setúbal".

La divulgación de la técnica y sus métodos, hacen a la necesidad de la nueva expresividad en el arte. Es indispensable contar para ello con el recíproco impulso que permite colocar, a este maravilloso medio de expresión que es la pintura, en el lugar que merece dentro del estado sensible y emotivo de quienes son los destinatarios de la obra.
El estudio y la dedicación intensivas, tendientes a la divulgación racional de la nueva pintura rendudará en beneficio del arte, artistas y público. La reciprocidad general, a que tenderá "Setubal" es el incentivo principal de su razón de ser, pues considera necesario extender la compresión como medio idóneo para la valoración de la obra de arte.
"Setúbal" será un grupo abierto a todas las inquietudes pictóricas aspirando a su progresiva expansión, en la necesidad de formar un equipo para la investigación de los problemas técnicos y estéticos y se propone:
Promover el interés del público y formar un ambiente propicio para la compresión de la obra de arte mediante todo medio idóneo para la consecución de tal fin, mediante conferencias, charlas, exposiciones, etc.
Apoyar y difundir la obra de los artistas nóveles.
Promover el intercambio de opiniones, materiales de estudio y obras con grupos que con propósitos análogos se hayan formado o formen en el país o en el extranjero.
Promover la formación de colecciones particulares, brindando para cada caso el asesoramiento técnico y estético que fuera menester.

Apoyar todo esfuerzo en pro del mejoramiento estético de la ciudad